# Z 30
Z 30 war ein Zerstörer des Typs 1936A der deutschen Kriegsmarine.

## Baugeschichte
Der Zerstörer Z 30 war das achte Boot des im Mai 1938 bestellten Typs 1936A. Alle acht Boote der Klasse entstanden im Werk Weser der Deschimag. Die Kiellegung von Z 30 erfolgte am 15. April 1940 und der Stapellauf fand am 8. Dezember 1940 statt.
Die beiden vorderen 15-cm-Geschütze sollten in einem Doppelturm aufgestellt werden. Die Fertigung dieser Türme verzögerte sich aber erheblich. So wurde an dessen Stelle ein Einzelgeschütz aufgestellt.

## Einsatz im Nordmeer
Z 30 stellte am 15. November 1941 in Dienst. Während der Ausbildungsfahrten kollidierte der Zerstörer am 14. Januar 1942 mit dem U-Boot U 216 und beschädigte dessen Heck. 
Der erste kriegsmäßige Einsatz von Z 30 war am 18. März 1942 bei dem Geleit des Schweren Kreuzers Admiral Hipper von Brunsbüttel nach Trondheim mit den weiteren Geleitfahrzeugen Z 6, Z 24 und drei Torpedobooten. Von Trondheim aus geleitete Z 30 den Schweren Kreuzer Admiral Scheer nach Narvik.
Ende September 1942 war der Zerstörer an der Verlegung von Minenfeldern in nordrussischen Gewässern beteiligt. Vom 5. bis 9. November nahm Z 30 am Unternehmen Hoffnung teil, der Ausfahrt einer deutschen Kampfgruppe zur Bekämpfung von sowjetischem Seeverkehr in nordrussischem Seegebiet.
Ende Dezember 1942 nahm der Zerstörer am Unternehmen Regenbogen teil, dem Angriff auf den nach Russland gehenden Nordmeergeleitzug 51B.
Ende Januar 1943 fuhr Z 30 mit Z 4 und Z 29 Geleitsicherung für den Leichten Kreuzer Köln und den Schweren Kreuzer Admiral Hipper von Norwegen nach Kiel. Nach einer Werftüberholung in Deutschland kehrte der Zerstörer nach Norwegen zurück.
In der zweiten Junihälfte 1943 führte Z 30 zusammen mit Z 27 Minenlegungen aus, bevor er sich der Kriegsschiffgruppe anschloss die beim Unternehmen Sizilien Anfang September 1943 Spitzbergen angriff. Danach wurde der Zerstörer nach Südnorwegen befohlen und war dort seit 8. Mai 1944 mit Minenlegen und Geleitsicherungsaufgeben beschäftigt.
Ab dem 31. August 1944 war der Zerstörer für eine Werftüberholung in Swinemünde und dann in der westlichen Ostsee und im Skagerrak im Einsatz.
Am 20. Oktober 1944 fuhr Z 30 im Oslofjord auf eine Mine und musste zu Reparaturen nach Oslo geschleppt werden. Durch den Minentreffer gab es an Bord neun Tote, fünf Vermisste und zwölf Verletzte. Bei der deutschen Kapitulation am 9. Mai 1945 waren die Reparaturarbeiten am Schiff noch nicht beendet. Der Zerstörer wurde am 14. Mai 1945 außer Dienst gestellt.

## Ende
Im Februar 1946 wurde Z 30 als englische Kriegsbeute ins schottische Rosyth geschleppt. 1948 wurde der Zerstörer als Versuchsschiff für Unterwasserexplosionen benutzt. Nach den Versuchen wurde Z 30 versenkt.

## Kommandanten
- 15. November 1941 bis März 1943 Fregattenkapitän Heinrich Kaiser
- März 1943 bis 14. Mai 1945 Fregattenkapitän Karl Heinz Lampe